# 黃浩鋒
黃浩鋒（1992年—），香港民主派人士，沙田社區網絡成員，香港沙田區議會下城門選區末任區議員。

## 從政生涯
2019年區議會選舉，沙田區政派出松田選區區議員黃學禮助理黃浩鋒挑戰唐學良，並得到民主動力支持，集中泛民主派票源，結果黃以3,894票多於3,124票的唐當選。
2019年11月13日凌晨，他與黃學禮、趙柱幫一同因涉嫌非法集結被捕。
2021年10月8日，政府公布16名民主派區議員宣誓無效被DQ（取消當選資格），其中包括黃浩峰，同時亦被政府要求即時離任。